# Tony Hawk's Underground
Tony Hawks Underground är ett spel från 2003 utvecklat av Neversoft och utgivet av Activision.

## Handling
Spelet handlar om att man följer med huvudpersonen och hans kompis Eric Sparrows resa från hur de var helt okända, tills att de blir kända skateboardåkare. Man gör uppdrag där man ska göra tricks. När man gjort tillräckligt många tricks blir man förflyttad till en annan stad där man får nya uppdrag att göra.